# Belá-Dulice
Belá-Dulice es un municipio del distrito de Martin en la región de Žilina, Eslovaquia, con una población estimada a final del año 2024 de 1232 habitantes.
Se encuentra ubicado al oeste de la región, cerca del curso alto del río Váh (cuenca hidrográfica del Danubio) y del parque nacional de Veľká Fatra.

## Demografía
| Año        | 1994 | 2004    | 2014    | 2024    |
| ---------- | ---- | ------- | ------- | ------- |
| Población  | 1223 | 1228    | 1264    | 1232    |
| Diferencia |      | +0,40 % | +2,93 % | −2,53 % |

| Año        | 2023 | 2024    |
| ---------- | ---- | ------- |
| Población  | 1245 | 1232    |
| Diferencia |      | −1,04 % |